# 馬引站
馬引站（日语：／ Mabiki eki */?）是位於愛知縣中島郡大和町（現時：一宮市），名古屋鐵道起線的電車站（廢站）。

## 歷史
- 1924年（大正13年）2月1日 - 名古屋鐵道（第一代）蘇東線起至一宮（後來名為八幡町）之間開通，此站啟用[1]。
- 1944年（昭和19年） - 電車站暫停營業。
- 1946年（昭和21年）8月15日 - 電車站重開。
- 1948年（昭和23年）5月16日 - 蘇東線改名為起線。
- 1953年（昭和28年）6月1日 - 隨著客量增加，使電車暫停營業。使用巴士代行[1][2]。
- 1954年（昭和29年）6月1日 - 起線正式廢除，此站也被廢除[1][2]。

## 現時
車站遺址是位於名鐵巴士馬引巴士站附近。

## 相鄰電車站
名古屋鐵道
起線
一宮醫院前－馬引－籠屋

## 注腳
1. 1 2 3  今尾 2008，第48頁.
2. 1 2  生田 2001，第114頁.